# Jia Yi
Jia Yi (chinesisch 賈誼 / 贾谊, Pinyin Jiǎ Yì, W.-G. Chia I), auch Jia Sheng (chinesisch 賈生 / 贾生, Pinyin Jiǎ Shēng, W.-G. Chia Sheng; geb. um 201 v. Chr.; gest. 169 v. Chr.) war ein konfuzianischer Gelehrter und Dichter der westlichen Han-Dynastie in China. Er gehörte zu den Konfuzianern, die zum politischen und wirtschaftlichen Erfolg des Han-Kaisers Wen beitrugen.

## Leben
Jia Yi wurde in Luoyang geboren. Schon im Alter von 18 Jahren hatte er Berühmtheit für seine hohe Kenntnis der Klassiker erlangt, auch sein Talent für Literatur galt als herausragend. Der Gouverneur Wu Gong lud ihn deshalb an seinen Hof ein. Im Alter von 20 Jahren wurde Jia Yi Professor (博士) am Hof von Kaiser Wen, wo er trotz seines niedrigen Alters in den Gesprächen am Hof einen guten Eindruck beim Kaiser hinterließ. Die anderen Professoren – alle in viel höherem Alter als Jia Yi – betrachteten ihn als Emporkömmling und Bedrohung, besonders als er ein Jahr später zum Berater des Hofes befördert wurde. Von einer Ernennung zum Minister sah der Kaiser jedoch ab, denn er musste einsehen, dass seine Autorität auch von den altgedienten Beamten wie Kanzler Zhou Bo, Oberkommandeur Guan Ying, Zhang Xiangru oder Feng Jiu abhing, die teilweise schon dem Dynastiegründer Han Gaozu gedient hatten. Jia Yi unterstützte Zhou Bo, als dieser wegen angeblichen Vorbereitungen zu einer Rebellion eingekerkert wurde, Zhou zeigte sich dafür jedoch nicht dankbar.
In seiner Funktion als Berater des Hofes betonte Jia Yi, dass die Schaffung und Aufrechterhaltung einer sozialen Ordnung aufgrund von menschlicher Initiative geschieht und nichts Natürliches ist. Er ermahnte den kaiserlichen Hof, dass die Riten und der Gebrauch der Musik zu Zwecken der sozialen Ordnung wieder eingeführt werden müssten. Er regte an, dass die Adeligen Chang’an verlassen und auf ihre Ländereien zurückkehren dürften. Da die Han-Dynastie bereits 20 Jahre bestand, regte er auch an, den Kalender und die Farbe der Kleidung, die am Hofe zu tragen war, zu ändern. Einige der Vorschläge von Jia Yi setzte der Kaiser nicht um, da er keine grundlegenden Eingriffe zu Beginn seiner Herrschaftsperiode unternehmen wollte.
Um 176 v. Chr. wurde Jia Yi zum Privatlehrer von Wu Chan, dem König von Changsha (etwa das heutige Hunan) ernannt. Dies kam praktisch einer Verbannung vom Kaiserhof gleich. Auf dem Weg nach Changsha schrieb er seine bekannte Rhapsodie Klage für Qu Yuan, während seines Aufenthaltes in Changsha die Rhapsodie über die Eule.
Etwa im Jahre 172 v. Chr. wurde Jia Yi nach Chang’an zurückgeholt. Nach einer Unterredung mit dem Kaiser wurde er zum Privatlehrer (太傅) von Kaiser Wens Lieblingssohn Liu Yi ernannt. Liu Yi war äußerst wissbegierig, fiel aber im Jahre 169 vom Pferd und kam dabei zu Tode. Jia Yi machte sich selbst Vorwürfe, seine Pflicht nicht ordnungsgemäß erfüllt zu haben. Er starb wenig später im Alter von 33 Jahren, hatte aber neben Chao Cuo maßgeblich dazu beigetragen, dass die Herrschaftsperiode von Kaiser Wen als ruhm- und erfolgreich in die Geschichte einging.

## Werk
Jia Yis bekanntester Text heißt Analyse des Zusammenbruches von Qin (Guo Qin lun 過秦論). In diesem Text, den er als Warnung für den Han-Kaiser verfasst hatte, legte er dar, dass man es im Qin-Reich versäumt hatte, Menschenliebe und Gerechtigkeit auszuüben, und dass Qin deshalb untergegangen war. Ein weiteres bekanntes Werk von Jia Yi heißt Strategien für gute Regierungsführung und Sicherheit (Lun zhi'an ce 论治安策). Es unterscheidet sich von früheren politischen Werken durch seine gute Argumentation, aber auch durch den Einsatz starker Emotionen. Das Neue Buch (Xinshu 新書) wird auch Jia Yi zugeschrieben, was nicht unumstritten ist. In seinen Schriften warnte er den Kaiser vor Königen, die zu mächtig wurden. Dies führte zur Aufteilung der Königreiche Qi und Zhao. Er trat dafür ein, dass alle dem Kaiser von Kaiser als Lehen vergebene Königreiche etwa die gleiche Stärke haben sollten, um zu vermeiden, dass ein Königreich die anderen unterwirft und das Kaiserhaus bedroht. Er beklagte auch, dass man die Landwirtschaft zu Gunsten von Handel und Handwerk vernachlässigte und überredete den Kaiser dazu, selbst ein gutes Vorbild zu sein und demonstrativ auf einem Feld pflügen zu gehen. Jia Yi protestierte gegen die Aufhebung der privaten Münzprägerei. Er protestierte auch dagegen, dass die Söhne des Rebellen Liu Chang im Kindesalter in den Adelsstand gehoben werden sollten, denn er war der Meinung, dass damit die Saat für zukünftige Rebellionen vorbereitet würde. Jia Yi kritisierte auch die Praxis, die Xiongnu mit Frauen und Geschenken zu befrieden. Er schlug vor, sie an Stelle dessen mit materiellen Dingen zu ködern, die mit dem nomadischen Leben der Xiongnu nicht vereinbar waren und sie dadurch zu schwächen.
Zu den poetischen Werken Jia Yis gehört die Klage für Qu Yuan (Diao Qu Yuan fu 弔屈原賦). Sie berichtet über die Umstände seiner Versetzung nach Changsha und zieht Parallelen zu Qu Yuan, der ebenfalls in diese Region verbannt wurde. Er schildert eine Welt im Chaos, während der sich im zweiten Teil des Textes als Qu Yuan der Han-Dynastie darstellt. Die Rhapsodie über die Eule (Funiao fu 鵩鳥賦) entstand, als Jia Yi schon drei Jahre in Changsha weilte. Sie berichtet, dass eine Eule in sein Haus geflogen kam, was gemäß dem Orakelbuch den Tod seines Herren ankündigt. Der Text stellt in daoistischer Tradition Leben und Tod als Teil desselben ewigen Wandlungsprozesses dar, so dass man sich nicht an Leben, Ruhm, Reichtum oder Macht festzuhalten braucht. Sie drückt das Gefühl aus, dass Jia Yis Leben nicht ausreichen würde, um seine Ziele zu erreichen. Andere Werke wie die Rhapsodie über die trockenen Wolken (Caoyun fu 旱雲賦) oder Das Bedauern des Eides (Xishi 惜誓) werden Jia Yi zugeschrieben, dies ist jedoch umstritten.
Der Ehemalige Wohnsitz von Jia Yi befindet sich in Changsha und ist ein Denkmal der Provinz Hunan.